# مونتبليار (فرنسا)
مونتبليار (بالفرنسية: Arrondissement de Montbéliard)‏ هي دائرة إدارية فرنسية، في فرنسا، تقع في دوبس، بلغ عدد سكانها 176,855  نسمة وذلك حسب إحصائيات سنة 2015، عاصمتها مونتبليار، تبلغ مساحتها 1,444 كيلومتر مربع.

## التقسيمات الإدارية
- Canton of Audincourt [الإنجليزية]‏
- canton of Clerval  [لغات أخرى]‏
- canton of L'Isle-sur-le-Doubs  [لغات أخرى]‏
- Canton of Maîche [الإنجليزية]‏
- canton of Montbéliard-Est  [لغات أخرى]‏
- canton of Pont-de-Roide  [لغات أخرى]‏
- canton of Saint-Hippolyte  [لغات أخرى]‏
- canton of Montbéliard-Ouest  [لغات أخرى]‏
- canton of Sochaux-Grand-Charmont  [لغات أخرى]‏
- canton of Étupes  [لغات أخرى]‏
- Canton of Valentigney [الإنجليزية]‏
- Étupes [الإنجليزية]‏.